# John Hough
John Hough   (Londres, 21 de novembre de 1941) és un director britànic.

## Biografia
Comença la seva carrera a la televisió britànica a mitjans dels anys 1960 com a ajudant de director, després director a la sèrie  The Avengers. Després, tot continuant treballant ocasionalment per a la televisió, sobretot sobre la sèrie Els Protectors, Hough dirigeix diverses pel·lícules per a la pantalla gran entre les quals el drama policíac Eyewitness, destacant el jove Mark Lester, o la pel·lícula de terror Les bessones del mal, que posa en escena per a la firma Hammer.
Es va especialitzar més aviat en el cinema fantàstic o de terror. Així a més de Les bessones del mal, Hough va dirigir igualment The Legend of Hell House, una història inspirada en el llibre de Richard Matheson, així com Íncube, una pel·lícula de terror amb John Cassavetes. En el mateix estil, a mitjans dels anys 1980, realitza alguns telefilms de la sèrie "Hammer House".
Hough també ha treballat en altres gèneres, com ara el road movie (Dirty Mary Crazy Larry' el 1974, la seva primera pel·lícula rodada als Estats Units) i el western (Triumphs of a Man Called Horse el 1982). En la seva filmografia trobem tres produccions Disney: Escape to Witch Mountain (1975), pel·lícula centrada en dos nens orfes amb sorprenents poders, la seva continuació, Return from Witch Mountain, i finalment The Watcher in the Woods (1980). Totes tres són pel·lícules fantàstiques, i l'última pot ser ubicada en el gènere de l'espant.
L'última pel·lícula de John Hough, Bad Karma pel·lícula de terror més aviat mal rebuda, data de 2002. El seu fill, Paul Hough, és igualment director de cinema.

## Filmografia
Filmografia:
- 1969: Wolfshead: The Legend of Robin Hood
- 1970: Eyewitness
- 1971: Les bessones del mal (Twins of Evil)
- 1972: L'illa del tresor (Treasure Island)
- 1973: The Legend of Hell House
- 1974: The Zoo Gang (sèrie TV)
- 1974: Dirty Mary Crazy Larry
- 1975: Escape to Witch Mountain
- 1978: Return from Witch Mountain
- 1978: Brass Target
- 1980: The Watcher in the Woods
- 1981: Íncube (Incubus)
- 1982: Triumphs of a Man Called Horse
- 1985: Black Arrow (TV)
- 1985: Dempsey & Makepeace (sèrie TV)
- 1986: Biggles, els viatgers del temps (Biggles)
- 1987: A Hazard of Hearts (TV)
- 1988: Howling IV: The Original Nightmare (vídeo)
- 1988: American Gothic
- 1989: The Lady and the Highwayman (TV)
- 1990: A Ghost in Monte Carlo (TV)
- 1992: Duel of Hearts (TV)
- 1998: Something to Believe In
- 2002: Bad Karma